# 泽诺布·格拉姆
泽诺布·泰奥菲勒·格拉姆（法語：Zénobe Théophile Gramme，法語發音：[zenɔb teɔfil ɡʁam]；1826年4月4日—1901年1月20日）是一位比利时电气工程师。他是格拉姆机的發明人，这是一种直流发电机，相對於当时的发电机，格拉姆机能够产生更平稳和更高的电压。